# زیارتگاه (سیاهکل)
زیارتگاه ، روستایی از توابع بخش مرکزی شهرستان سیاهکل در استان گیلان ایران است.

## جمعیت
این روستا در دهستان مالفجان قرار دارد و براساس سرشماری مرکز آمار ایران در سال ۱۳۸۵، جمعیت آن ۲۳۶ نفر (۶۷خانوار) بوده‌است. در سال‌های گذشته جمعیت این روستا به دلیل مهاجرت بسیار کاهش یافته‌است به‌طوری‌که در سال ۹۴ به ۱۶ خانوار رسیده‌است.